# Districte de Weinfelden
El districte de Steckborn és un dels vuit districtes del cantó suís de Turgòvia. Té 25.049 habitants (cens de 2007) i una superfície de 113,1 km². Està format per 8 municipis i el seu cap és Weinfelden

## Municipis
| Nom             | Habitants (31.12.2007) | Superfície en km² |
| Amlikon-Bissegg | 1223                   | 14,4              |
| Berg            | 3085                   | 13,1              |
| Birwinken       | 1265                   | 12,3              |
| Bürglen         | 3192                   | 11,7              |
| Bussnang        | 2034                   | 19,0              |
| Märstetten      | 2399                   | 9,9               |
| Weinfelden      | 9852                   | 15,5              |
| Wigoltingen     | 2126                   | 17,2              |